# 엑스파일: 나는 믿고 싶다
《엑스파일: 나는 믿고 싶다》(영어: The X-Files: I Want to Believe)는 2008년 개봉한 미국과 캐나다의 초자연 미스터리 스릴러 영화이다. 1998년 영화 《엑스파일: 미래와의 전쟁》의 속편이자 엑스파일 프랜차이즈의 두 번째 극장용 장편 영화이다. 크리스 카터가 연출, 공동 각본, 제작을 맡고, 데이비드 듀코브니, 질리언 앤더슨 등이 출연하였다. 

## 줄거리
현재 데이나 스컬리는 가톨릭교회 병원에서 내과의로 일하고 있으며, 그녀의 전 파트너 폭스 멀더는 몇 년 간 숨어 지내는 중이다. 그러나 두 사람은 웨스트버지니아주에서 벌어지고 있는 연속 여성 실종 사건의 해결을 도와 달라는 연방수사국(FBI)의 요청으로 재회한다. 이들은 복사 37명을 성적으로 학대하여 성직에서 박탈되었으며 신이 자신에게 미래에 일어날 범죄에 관해 계시를 내리고 있다고 주장하는 전 신부 조지프를 만난다. 이들이 수사하는 인체 장기 관련 범죄에 연루된 자들 중에는 이 신부의 과거 피해자가 포함돼 있다.

## 출연진
- 데이비드 듀코브니 - 폭스 멀더 역
- 질리언 앤더슨 - 데이나 스컬리 의사 역
- 어맨다 피트 - 담당 특수 요원 다코타 휘트니 역
- 빌리 코널리 - 조지프 “조 신부” 크리스먼 역
- 이그지빗 - 특수 요원 모즐리 드러미 역
- 미치 필레지 - 부국장 월터 스키너 역
- 캘럼 키스 레니 - 얀케 다치신 역
- 애덤 고들리 - 이바라 신부 역
- 니키 에이콕스 - 셰릴 커닝햄 역
- 앨릭스 다이어컨 - 수척한 남성 역

## 기타 제작진
- 배역: 하이키 브랜드스태터, 민디 마린, 코린 메이어스
- 미술: 마크 프리본